# Giuseppe Maria Sensi
Giuseppe Maria Sensi (Cosenza, 27 maggio 1907 – Roma, 26 luglio 2001) è stato un cardinale e arcivescovo cattolico italiano.

## Biografia
Nacque a Cosenza il 27 maggio 1907.
Papa Paolo VI lo elevò al rango di cardinale nel concistoro del 24 maggio 1976.
Fu nunzio apostolico presso la Repubblica di Costa Rica dal 1955 al 1957, delegato apostolico in Palestina dal 1957 al 1962 ed, infine, nunzio apostolico in Irlanda e Portogallo fino al 1976.
Morì il 26 luglio 2001 all'età di 94 anni.
Le esequie si sono tenute il 28 luglio alle ore 10.30 nella Cattedrale di Cosenza e sono state presiedute, a nome del Santo Padre, dal cardinale Agostino Cacciavillan.
Era il fratello del deputato della DC Antonio Sensi.

## Genealogia episcopale e successione apostolica
La genealogia episcopale è:
- Cardinale Scipione Rebiba
- Cardinale Giulio Antonio Santori
- Cardinale Girolamo Bernerio, O.P.
- Arcivescovo Galeazzo Sanvitale
- Cardinale Ludovico Ludovisi
- Cardinale Luigi Caetani
- Cardinale Ulderico Carpegna
- Cardinale Paluzzo Paluzzi Altieri degli Albertoni
- Papa Benedetto XIII
- Papa Benedetto XIV
- Papa Clemente XIII
- Cardinale Bernardino Giraud
- Cardinale Alessandro Mattei
- Cardinale Pietro Francesco Galleffi
- Cardinale Giacomo Filippo Fransoni
- Cardinale Carlo Sacconi
- Cardinale Edward Henry Howard
- Cardinale Mariano Rampolla del Tindaro
- Cardinale Sebastiano Martinelli, O.E.S.A.
- Cardinale Donato Raffaele Sbarretti Tazza
- Cardinale Valerio Valeri
- Cardinale Giuseppe Maria Sensi

La successione apostolica è:
- Vescovo Peter Birch (1962)
- Vescovo Patrick Lennon (1966)
- Vescovo Luís Gonzaga Ferreira da Silva, S.I. (1972)
- Vescovo António dos Santos (1976)